# Insolia
La insolia es un componente en el diseño de los zapatos de tacón diseñados por el podólogo de Nuevo Hampshire Howard Dananberg. El diseño ideado por el doctor Howard reduce el dolor asociado con el uso de zapatos de tacón alto. La idea fue patentada por Howard en julio del año 1998.

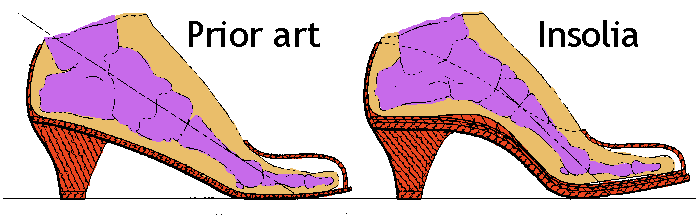
Ilustración mostrando las características del pie en la insolia (original de la Original: U.S. patent 5,782,015),.

## Concepto
La idea de insolia se traduce en una redistribución de la carga que soporta el pie en el zapato al andar debido a un soporte anatómico ideado para tal fin. Dicho soporte hace que el peso recaiga más sobre el talón en lugar de cargar en la zona delantera de los dedos. La aplicación de insolia se traduce en un mejor diseño del zapato, o de una plantilla que se adhiere a la parte donde se sustenta el talón.